# Primera División (1946/1947)
Primera División 1946/1947 był 16 sezonem najwyższej klasy rozgrywkowej w Hiszpanii. Sezon rozpoczęto 22 września 1946 a zakończono 13 kwietnia 1947.

## Zespoły
- Athletic Bilbao
- Atlético Madryt
- CD Castellón
- CE Sabadell
- Celta Vigo
- Deportivo La Coruña
- Espanyol Barcelona
- FC Barcelona
- FC Sevilla
- FC Valencia
- Real Madryt
- Real Murcia
- Real Oviedo
- Sporting Gijón

## Tabela po zakończeniu sezonu
| Legenda                    |
| Mistrz                     |
| Zdobywca Pucharu Króla     |
| Spadek do Segunda División |

| Miejsce | Klub                | Mecze | Zwycięstwa | Remisy | Porażki | Gole Strzelone | Gole Stracone | Różnica Goli | Punkty |
| ------- | ------------------- | ----- | ---------- | ------ | ------- | -------------- | ------------- | ------------ | ------ |
| 1       | FC Valencia         | 26    | 16         | 2      | 8       | 54             | 34            | 20           | 34     |
| 2       | Athletic Bilbao     | 26    | 15         | 4      | 7       | 72             | 38            | 34           | 34     |
| 3       | Atlético Madryt     | 26    | 13         | 6      | 7       | 58             | 44            | 14           | 32     |
| 4       | FC Barcelona        | 26    | 14         | 3      | 9       | 59             | 42            | 17           | 31     |
| 5       | CE Sabadell         | 26    | 11         | 8      | 7       | 42             | 36            | 6            | 30     |
| 6       | FC Sevilla          | 26    | 12         | 5      | 9       | 54             | 48            | 6            | 29     |
| 7       | Real Madryt         | 26    | 11         | 5      | 10      | 62             | 56            | 6            | 27     |
| 8       | Real Oviedo         | 26    | 10         | 7      | 9       | 52             | 42            | 10           | 27     |
| 9       | Celta Vigo          | 26    | 11         | 4      | 11      | 53             | 48            | 5            | 26     |
| 10      | Sporting Gijón      | 26    | 10         | 5      | 11      | 51             | 59            | -8           | 25     |
| 11      | Espanyol Barcelona  | 26    | 9          | 1      | 16      | 46             | 59            | -13          | 19     |
| 12      | Real Murcia         | 26    | 6          | 7      | 13      | 30             | 58            | -28          | 19     |
| 13      | Deportivo La Coruña | 26    | 5          | 8      | 13      | 32             | 60            | -28          | 18     |
| 14      | CD Castellón        | 26    | 4          | 5      | 17      | 39             | 80            | -41          | 13     |

## Król Strzelców
- Telmo Zarraonaindía (Athletic Bilbao) - 33 gole